# クリア!/どれだけの朝と夜を 〜シュアリー・サムデイ〜
「クリア!／どれだけの朝と夜を 〜シュアリー・サムデイ〜」はトータス松本の5枚目シングル。

## 概要
初回限定盤には特典DVDが付属。SPECIAL EDITION DVDとして「トータス松本はどこで何をしていたのか?」を収録。

## 収録曲
（全作詞・作曲：トータス松本／編曲：Tomi Yo）
1. クリア!（3:19）
  - アサヒビール「クリア アサヒ」CMソング
2. どれだけの朝と夜を 〜シュアリー・サムデイ〜（3:53）
  - 松竹配給映画『シュアリー・サムデイ』オリジナルソング
3. クリア!（シガリロ・ヴァージョン）（3:16）
4. クリア!（オリジナル・カラオケ）（3:20）